# Friesodielsia glaucifolia
Friesodielsia glaucifolia là loài thực vật có hoa thuộc họ Na. Loài này được (Hutch. & Dalziel) Steenis mô tả khoa học đầu tiên năm 1964.